# Mississippi (U-Boot)
Die Mississippi, auch USS Mississippi (Kennung: SSN-782), ist ein atomgetriebenes Jagd-U-Boot der Virginia-Klasse der United States Navy. Das U-Boot ist nach dem US-amerikanischen Bundesstaat Mississippi benannt.

## Geschichte
SSN-782 wurde 2004 in Auftrag gegeben und im Juni 2010 bei Electric Boat auf Kiel gelegt. Im Oktober 2011 wurde das Baudock geflutet und die Mississippi damit vom Stapel gelassen. Die Taufe fand am 3. Dezember 2011 statt, Taufpatin war Allison Stiller, stellvertretende Assistant Secretary im Marineministerium, zuständig für Schiffsbau. Im Mai 2012 nahm die US Navy das U-Boot ab, ein Jahr vor Plan und unter Budget.
Die Indienststellung fand am 2. Juni 2012 in Pascagoula, Mississippi statt.